# LAG Nr. 9 und 10
Die Lokomotiven mit den Nummern 9 und 10 der Lokalbahn AG (LAG) waren Nassdampflokomotiven, die für die 1889 eröffnete Strecke Murnau–Garmisch-Partenkirchen angeschafft wurden.
Die von Krauss gelieferten Lokomotiven ähnelten der Bayerischen D VII, hatten jedoch kleinere Kuppelräder und eine größere Heiz- und Rostfläche.
1908 erwarb die Bayrischen Staatsbahn die Strecke und mit ihr auch die beiden Lokomotiven. Sie wurden als Gattung PtL 3/3 geführt und erhielten die Nummern 1875 und 1876.
Die Deutsche Reichsbahn übernahm 1925 beide Lokomotiven als Baureihe 9876, musterte sie jedoch schon 1927 aus.